# Gonnos

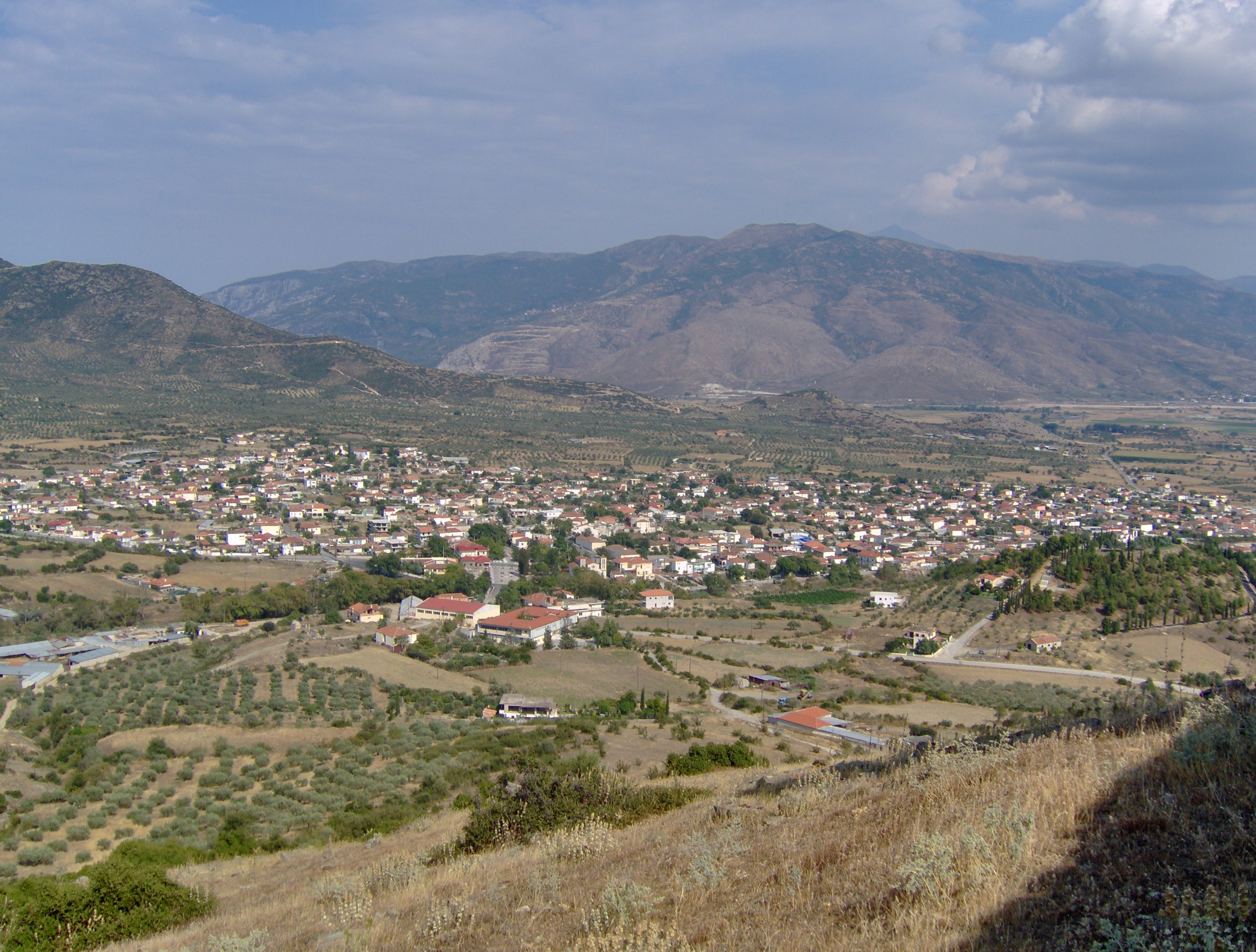
Widok na Gonnos

Gonnos (gr.: Γόννοι) – starożytne miasto w Tesalii na lewym brzegu rzeki Pinios, nieopodal doliny Tempe, u stóp góry Olimp. Podczas najazdu Kserksesa I na Grecję i w czasie jej podboju przez Rzym było istotnym punktem strategicznym. Z Gonnos pochodził Antygon II Gonatas.